# Rolnica pospolita

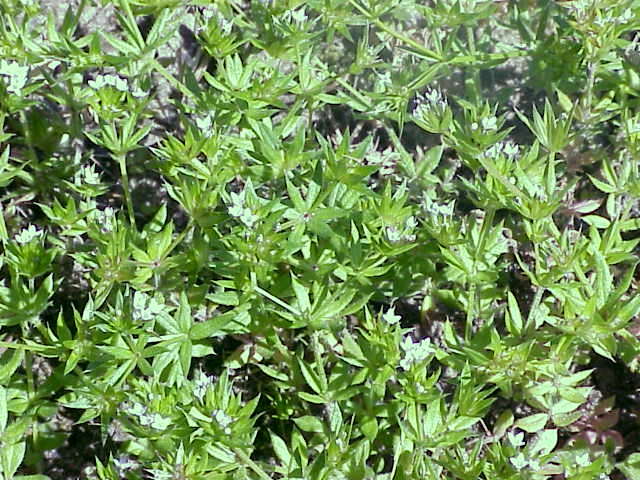
Pokrój

Rolnica pospolita, r. polna (Sherardia arvensis L.) – gatunek rośliny z monotypowego rodzaju rolnica (Sherardia L.) z rodziny marzanowatych. Występuje niemal w całej Europie (bez Islandii i północnych krańców kontynentu), w regionie Kaukazu, w Azji Mniejszej i na Bliskim Wschodzie, sięgając po Iran. Poza tym gatunek zawleczony na inne kontynenty. W Polsce gatunek rozpowszechniony w południowej części kraju na obszarach podgórskich i na wyżynach oraz na Dolnym Śląsku, poza tym bardzo rzadko, ma nieliczne, rozproszone stanowiska w całym kraju. W Polsce ma status archeofita.

## Morfologia
ŁodygaPokładająca się, o długości 5-20 cm, silnie rozgałęziona. Kanciasta i na kantach szorstka z powodu krótkich szczecinek.
LiścieUlistnienie nibyokółkowe, liście przeważnie po 4, w górnej części łodygi po 6 w nibyokółku. Dolne łopatkowate, górne lancetowate, ostro zakończone i wzdłuż brzegów oraz z wierzchu pokryte kłującymi, szorstkimi włoskami.
KwiatyZebrane po kilka i otoczone okółkiem 8 listków zrośniętych u nasady. Korona kwiatu jasnofioletowa, lejkowata, z czterech łatek utworzona o długości 4-5 mm, kielich w postaci 6 drobnych ząbków, trwały.
OwocSzorstka rozłupnia o średnicy 4 mm rozpadająca się na dwa rozłupki.

## Biologia i ekologia
Występuje w zależności od warunków jako roślina roczna lub dwuletnia. Termin kwitnienia przypada od maja do września. Rośnie na polach. 2n = 22.